# 笹尾勝義
笹尾 勝義（ささお かつよし、1943年6月15日 - 2006年）は、日本のソムリエ。
社団法人日本ソムリエ協会常務理事（初代関西支部長）、辻学園調理技術専門学校講師、サントリーフードビジネススクール講師などを務めた。

## 略歴・人物
大手繊維メーカーのナイロン工場で働いていたが、1963年に東京のパレスホテル料飲部に転職し、20歳で憧れだった飲食業界でバーテンダーとなる。
1979年、日本ソムリエ協会からマスターソムリエに認定される。
1982年11月、日本ソムリエ協会の関西支部設立にともない、初代支部長に就任。
1991年12月、大阪市の北新地にバー「SASAO」を独立開業。以後、豊中市で「LOUNGE SASAO（のちスパゲティハウスSASAO）」、大阪市の梅田茶屋町に「ラ・クール」を開く。
本業のバー経営の傍ら、専門学校講師、講演、テレビ・ラジオへの出演、新聞・雑誌の取材対応など、関西を中心に精力的に活動する。
1998年10月、ザ・リッツ・カールトン大阪で開催された『世界ワインまつり』では実行委員長を務めた。その後もハイアットリージェンシー大阪での『WORLD WINE FESTIVAL in OSAKA』を企画するなどワイン関連イベントに携わる。
テレビやラジオの出演をきっかけに、ゼンジー北京、桂小米朝、羽川英樹らと交流があった。

## 著書
- 「ワインを楽しむ」（保育社、1996年2月）
- 「マスターソムリエ笹尾勝義のワインパラダイス」（たる出版、2001年1月）